# Monte Mundo Perdido
Monte Mundo Perdido (también escrito Gunung Mundoperdido, Gunung Perdido) es una montaña en el país asiático de Timor Oriental que alcanza una altura de 1.763 m s. n. m. y está localizada administrativamente en el subdistrito de Ossu, Distrito de Viqueque en las coordenadas geográficas 08°43′16″N 126°19′56″E / 8.72111, 126.33222. Está hecha de piedra caliza, con varias cuevas en la región. En Monte Mundo Perdido, la temporada de lluvias se sitúa entre los meses de diciembre y junio.  Mientras que en la cercana ciudad de Ossu la precipitación anual es 1.956 mm, se estima que en las laderas más altas de la montaña hay una precipitación anual de 2500-3000 mm por año.  